# 陈海

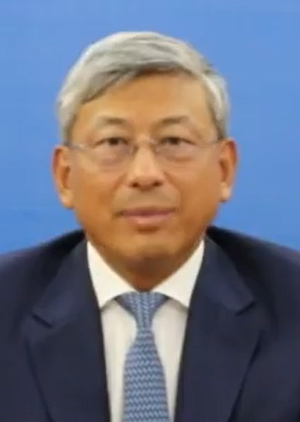
陳海

陈海（1971年12月—），男，浙江舟山人，中华人民共和国外交官，曾任中华人民共和国驻缅甸联邦共和国特命全权大使，现任中华人民共和国驻埃塞俄比亚联邦民主共和国特命全权大使。

## 生平
1995年，进入中华人民共和国外交部工作，先后在外交部亚洲司、驻韩国大使馆任职。2009年，任驻韩国大使馆参赞，后升任公使衔参赞。2014年，任外交部副司级干部。同年，挂职广西壮族自治区博览局副局长。2015年，任外交部亚洲司副司长。2016年12月29日，︁陈海為了解決萨德问题，在韩国外交部的婉拒下堅持訪韓，並與當地的政要與韓國企業高層接觸。後來據韩国外交部人員披露，陈海對韓國企業高層警告「小國怎麼可以與大國對抗？……如果韓國政府要配置薩德的話，就要準備好接受斷交般的措施」。韩国外交部之後與中国驻韩国大使邱国洪接觸，並要求邱解釋陈海访韩行為與威嚇性言論。
2019年6月，出任中华人民共和国驻缅甸大使。2024年7月，自驻缅甸大使离任。8月，出任中华人民共和国驻埃塞俄比亚大使。

## 家庭
已婚，有一子。